# Tàu tuần tra

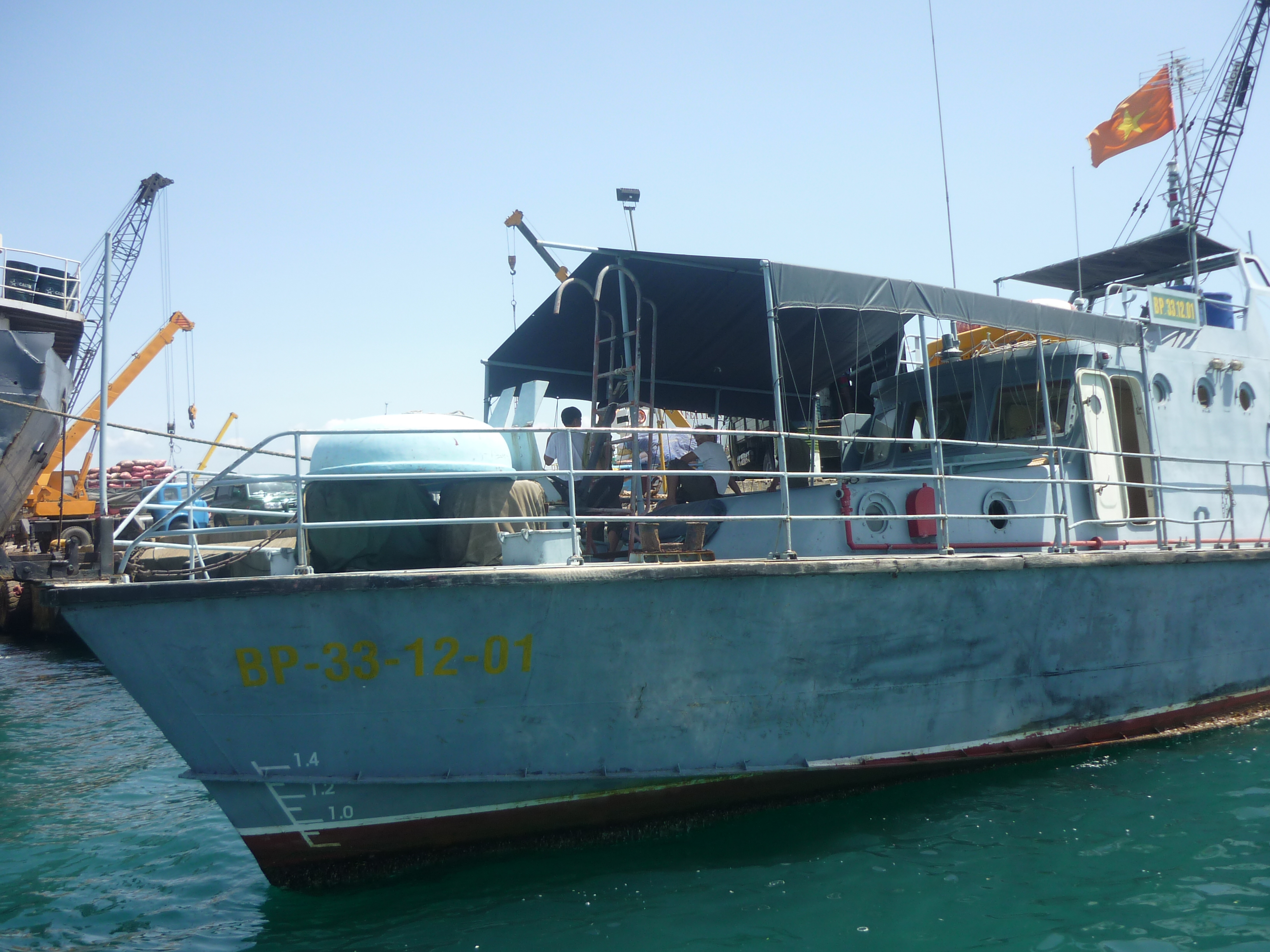
Một tàu tuần tra của Bộ đội Biên phòng Việt Nam tỉnh Khánh Hòa

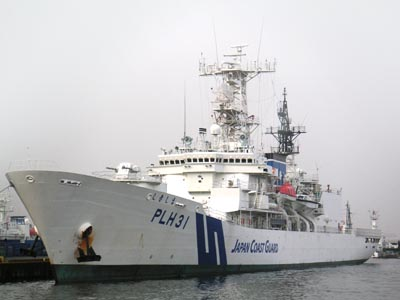
Shikishima tàu tuần tra lớn nhất thế giới của Nhật Bản.

Tàu tuần tra hay tàu tuần tiễu là một loại tàu quân sự nhỏ thường dùng trong các nhiệm vụ bảo vệ bờ biển.
Có rất nhiều thiết kế cho loại tàu này. Chúng có thể được sử dụng trong các lực lượng hải quân, lực lượng bảo vệ bờ biển hay lực lượng cảnh sát. Nó có thể hoạt động trên môi trường biển hay trên các con sông. Loại tàu này thường được thấy tham gia vào các nhiệm vụ bảo vệ lãnh hải và biên giới, chống xâm phạm chủ quyền, chống buôn lậu, chống đánh bắt hải sản trái phép và tham gia vào các hoạt động cứu hộ. Chúng còn được gọi tham gia vào các nhiệm vụ giải cứu và chống cướp biển.
Đây là một loại tàu chiến nhỏ có kích thước bé hơn các chiếc corvette, nó có thể bao gồm các loại tàu tấn công chớp nhoáng, tàu phóng ngư lôi, tàu phóng tên lửa hay một số loại có thể lớn như các chiếc frigate. Các tàu tuần tra ngoài khơi thường là các tàu bé nhất của lực lượng hải quân có độ lớn và tầm hoạt động vừa đủ để hoạt động xa bờ. Đối với các lực lượng quân sự lớn thì loại tàu này thường được dùng trong lực lượng bảo vệ bờ biển, nhưng các quốc gia nhỏ hơn cũng sử dụng loại tàu này.
Trong cả hai cuộc chiến tranh thế giới thì tất cả các nước đều có ý định nâng cao một cách nhanh chóng số lượng các tàu vũ trang có khả năng chiến đấu, họ đã thực hiện việc trang bị súng máy cùng các loại vũ khí hải quân lỗi thời cho các ca nô cũng như các tàu đánh cá để phục vụ cho việc tuần tra. Các tàu tuần tra hiện đại vẫn được thiết kế giống như các tàu đánh cá hoặc tàu có tốc độ cao.
Các tàu tuần tra biển thường dài khoảng 30 m (100 ft) và trang bị một khẩu pháo hải quân hạng trung như loại vũ khí chính và các loại vũ khí phụ trợ khác như súng máy hay các hệ thống chiến đấu tầm gần. Tùy thuộc vào mục đích sử dụng mà các tàu có thể được trang bị tinh vi hơn như hệ thống cảm biến, ống phóng ngư lôi, tên lửa chống tàu hay phòng không. Hầu hết các thiết kế hiện đại đều dùng các động cơ tuốc bin khí và có tốc độ thường là 25–30 nút. Chúng thường được dùng để tuần tra trong các vùng đặc quyền kinh tế quốc gia. Các tàu tuần tra lớn có thể có thêm bãi đáp và trực thăng, trong trường hợp xảy ra chiến tranh các tàu tuần tra có thể hỗ trợ các tàu chiến lớn trong chiến đấu.
Kích thước nhỏ đồng nghĩa với việc chúng là loại tàu chiến có chi phí đóng thấp nhất trong hải quân. Tất cả các lược lượng hải quân trên thế giới đều có ít nhất một tàu tuần tra đang hoạt động ngoài khơi hoặc trên sông. Với tốc độ và độ cơ động cao chúng rất hữu dụng trên cả những vùng nước nhỏ hay ngoài khơi.